# Future Memories
Future Memories – siódmy album André Tannebergera, który ukazał się w sprzedaży 1 maja 2009 roku. Premiera tego albumu w Polsce odbyła się 8 maja 2009 roku.
Nagrania w Polsce osiągnęły status platynowej płyty.

## Lista utworów
CD1
1. "L.A. Nights"
2. "What About Us" (feat. Jan Löchel)
3. "Swept Away" (feat. Roberta Carter Harrison from Wild Strawberries)
4. "A New Day" (feat. Betsie Larkin)
5. "My Everything" (feat. Tiff Lacey)
6. "Summervibes with 9PM"
7. "Gravity" (feat. Haley of Summer of Space)
8. ATB pres. Josh Gallahan: "Luminescence"
9. ATB pres. Flanders: "Behind"
10. "Future Memories"
11. "Still Here" (feat. Tiff Lacey)
12. "My Saving Grace" (feat. Aruna)
13. "Terra 260273"
14. ATB pres. Jades: "Communicate" (feat. Jan Löchel)

CD2
1. "Talismanic"
2. "Missing" (feat. Tiff Lacey)
3. "Horizon"
4. "Voices"
5. ATB pres. Flanders: "Behind (ATB's Ambient Version)"
6. ATB pres. Apple&Stone: "Authentic Reaction"
7. "Careless"
8. "Twilight"
9. "Listen To Me"
10. "Living Life Over"
11. "Silent Meaning"
12. "Malibu Road"

## Pozycje na listach
| Lista | Kraj   | Pozycja |
| ----- | ------ | ------- |
| OLiS  | Polska | 14      |